# Megachile integrella
Megachile integrella là một loài Hymenoptera trong họ Megachilidae. Loài này được Mitchell mô tả khoa học năm 1926.

## Hình ảnh

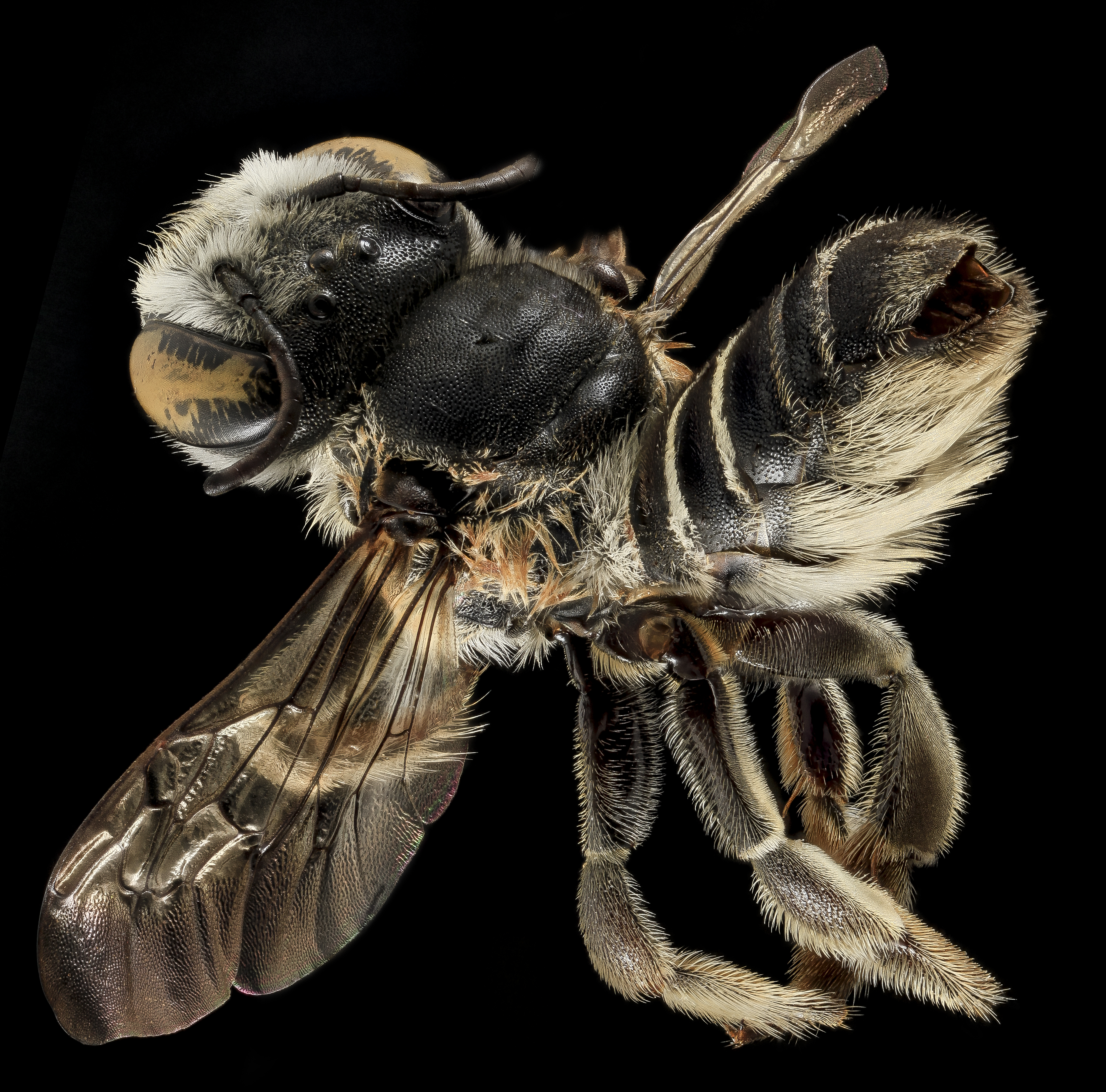
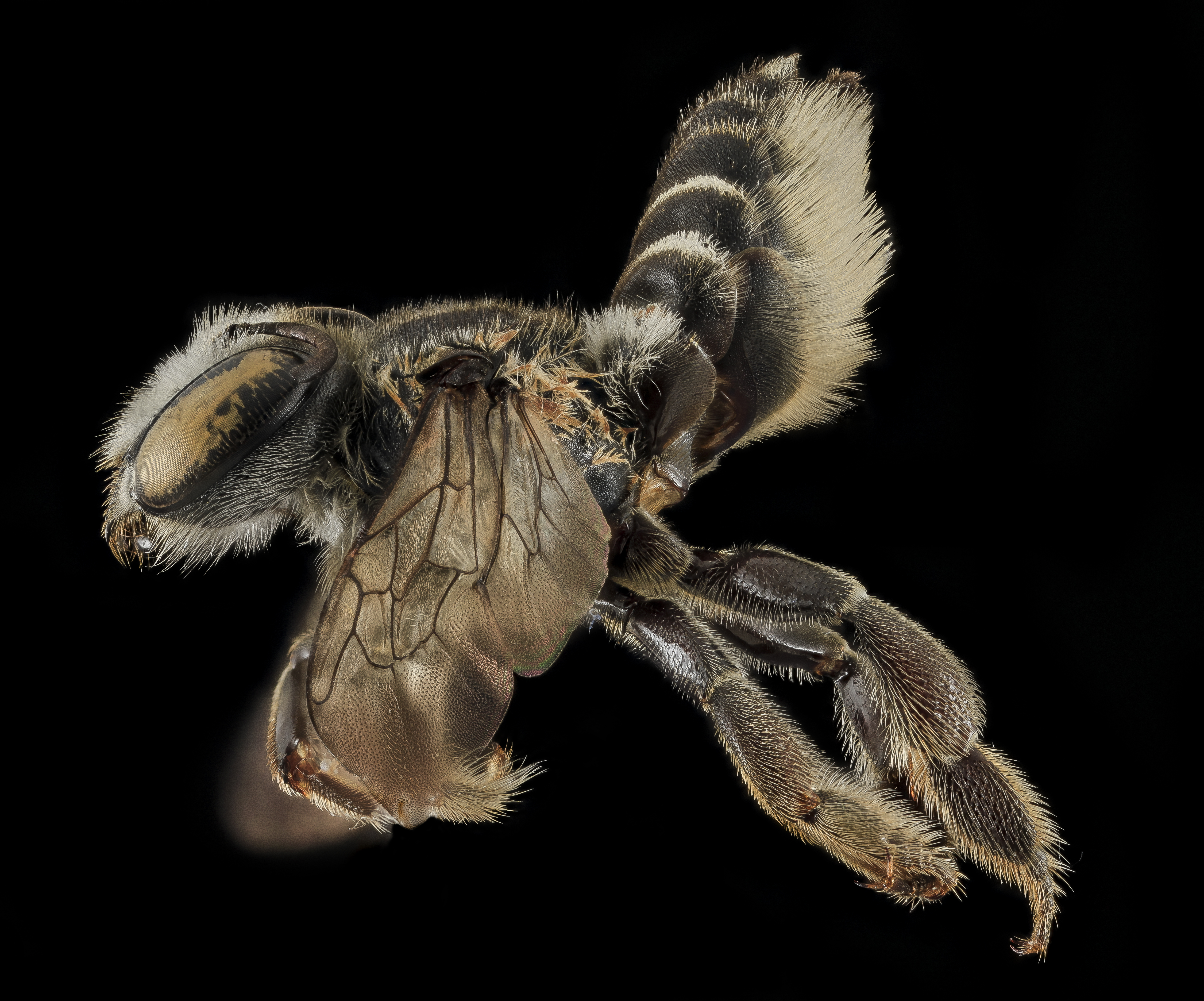